# Alex Ross Perry
 (juin 2016).
Si vous disposez d'ouvrages ou d'articles de référence ou si vous connaissez des sites web de qualité traitant du thème abordé ici, merci de compléter l'article en donnant les références utiles à sa vérifiabilité et en les liant à la section « Notes et références ».
Alex Ross Perry est un réalisateur et scénariste américain, né le 14 juillet 1984 à Bryn Mawr, Pennsylvanie aux États-Unis. Il est l'un des représentants du mouvement « mumblecore ».

## Filmographie

### Comme réalisateur

#### Cinéma
- 2009 : Impolex (en)
- 2011 : The Color Wheel (en)
- 2013 : The Sixth Year (segment "Épisode 5")
- 2014 : Listen Up Philip
- 2015 : Queen of Earth
- 2017 : Golden Exits
- 2019 : Her Smell
- 2024 : Rite Here Rite Now co-réalisé avec Tobias Forge
- 2024 : Pavements

#### Documentaires
- 2020 : Paul Schrader: Man in a Room

#### Vidéo clips
- 2017 : Take Me (en) (vidéo clip) de Aly & AJ
- 2019 : Church (en) (vidéo clip) de Aly & AJ
- 2019 : Don't Go Changing (vidéo clip) de Aly & AJ

### Comme scénariste

#### Cinéma
- 2018 : Nolstalgia de Mark Pellington co-écrit avec Pellington
- 2018 : Jean-Christophe & Winnie (Christopher Robin) de Marc Forster co-écrit avec Allison Shroeder

#### Documentaires, vidéo clip et autres
- 2013 La última película (documentaire) de Raya Martin et Mark Peranson

### Comme acteur

#### Cinéma
- 2010 : Tiny Furniture (en) de Lena Dunham : ami d'Ashlynn
- 2011 : Happy Life de Michael M. Bilandic : Donald
- 2011 : Green de Sophia Takal : expert Phillip Roth
- 2011 : The Color Wheel (en) de lui-même
- 2012 : Somebody Up There Likes Me (en) de Bob Byington (en) : client pizzeria